# 7461 Kachmokiam
7461 Kachmokiam eller 1984 TD är en asteroid i huvudbältet som upptäcktes den 3 oktober 1984 av Oak Ridge-observatoriet. Den är uppkallad efter Katherine Galindo, Christine Galindo, Molly Thompson, Kimberly Galindo och Amy Galindo, släktingar till Donna Thompson.
Asteroiden har en diameter på ungefär 12 kilometer och den tillhör asteroidgruppen Themis.